# Philipp Gottfried Gaertner
Philipp Gottfried Gaertner (Hanau, 29 ottobre 1754 – Hanau, 27 dicembre 1825) è stato un botanico e farmacista tedesco.

## Biografia
Era un farmacista a Hanau; Gaertner trascorse diversi anni a Strasburgo come uno studente di botanica. Con Bernhard Meyer e Johannes Scherbius, fu coautore di "Oekonomisch-Technische Flora der Wetterau".
È possibile che durante la sua vita era conosciuto come Gottfried Gaertner, e successivamente fu aggiunto "Philipp" dopo la sua morte, perché era l'usanza del tempo di aggiungere il nome di suo padre dopo la morte.